# John Ogilvie (poeta)
John Ogilvie (ur. 1733, zm. 1813) – szkocki duchowny i poeta.

## Życiorys
John Ogilvie urodził się w Aberdeen. Podobnie jak jego ojciec wybrał zawód duchownego. Studiował na Uniwersytecie w Aberdeen. Uzyskał stopnie magistra (1759) i doktora (1766). W latach 1759–1813 był proboszczem parafii w Midmar w hrabstwie Aberdeenshire. Był członkiem Royal Society w Edynburgu. Zmarł w miejscu sprawowania posługi 17 listopada 1813 roku.

## Twórczość
John Ogilvie był stosunkowo płodnym autorem. W ciągu swojego długiego życia napisał i opublikował wiele poematów i krótszych wierszy. Poruszał w nich problematykę filozoficzną i historyczną. Jego ody cieszyły się znacznym powodzeniem, natomiast poematy nie spotkały się z szerszym odzewem ze strony czytelników. Do jego najważniejszych dzieł należą poematy
The Day of Judgement (Dzień sądu, debiut, 1759), Providence. An allegorical poem in three books (Opatrzność. Poemat alegoryczny w trzech księgach). Solitude: or, the Elysium of the poets: a vision (Samotność, albo Elizjum poetów. Wizja), Paradise. A poem (Raj. poemat) i Britannia, a national epic poem, in twenty books (Brytania. Epos narodowy w dwudziestu księgach) Poezja Ogilviego była krytykowana przez Samuela Johnsona, wydaje się jednak, że powodem krytyki była nie wartość artystyczna wierszy szkockiego poety, ale angielskie poczucie wyższości Johnsona.